# Rimski obred
Rimski obred (latinsko Ritus Romanus) je najpogostejši in največkrat uporabljan liturgični obred latinske cerkve, največje izmed partikularnih cerkva sui iuris, ki sestavljajo katoliško cerkev. Rimski obred ureja potek maše in način liturgije, tudi način opravljanja zakramentov in blagoslovov.
Rimski obred se je razvil v latinščini v mestu Rim in medtem ko so ločeni latinski liturgični obredi, kot je ambrozijanski obred, ostali, je bil rimski obred postopoma sprejet skoraj povsod v latinski Cerkvi. V srednjem veku so obstajale številne lokalne različice, čeprav vse niso predstavljale ločenih obredov, vendar se je enotnost povečala zaradi izuma tiska in v skladu z odloki Tridentinskega koncila iz leta 1545–63. Več latinskih liturgičnih obredov, ki so preživeli v 20. stoletju, je bilo po drugem vatikanskem koncilu opuščenih,  ko je stopil v veljavo t.i. novi mašni red. Rimski obred je danes najbolj razširjen liturgični obred ne samo v katoliški Cerkvi, ampak v celotnem krščanstvu.
Rimski obred se je skozi stoletja prilagajal in zgodovino njegove evharistične liturgije lahko razdelimo na tri stopnje: predtridentsko mašo, tridentsko mašo in mašo Pavla VI. Zdaj se običajno praznuje v obliki, ki jo je razglasil papež Pavel VI. leta 1969 in revidiral papež Janez Pavel II. leta 2002, vendar je uporaba Rimskega misala iz leta 1962 še vedno dovoljena pod pogoji, navedenimi v papeškem dokumentu Traditionis Custodes iz leta 2021.

## Novi mašni red
Novi mašni red ((latinsko Novus Ordo Missae), ki je sedaj povečini v rabi, je nova liturgija, ki jo je leta 1969 v Rimskokatoliški cerkvi uvedel papež Pavel VI. Ta mašni obred je radikalna (temeljita, korenita) predelava prejšnjega rimskega obreda (t.i. tridentinske maše) in ga je uvedel Consilium (liturgijska komisija) po Drugem vatikanskem koncilu (1962-1965).

## Primerjava z vzhodnimi obredi
Rimski obred je znan po svoji treznosti izražanja. V svoji tridentski obliki je bil znan tudi po formalnosti: Tridentski misal je natančno predpisal vsak gib, tako da je določal, da mora duhovnik položiti svojo desno roko v desni rokav albe, preden da svojo levo roko v tulec. (Ritus servandus in celebratione Missae, I, 3). Osredotočenost na natančen trenutek spremembe kruha in vina v Kristusovo telo in kri je v rimskem obredu pripeljala do tega, da se posvečena hostija in kelih pokažeta ljudem takoj po besedah ustanovitve. Če duhovnik daruje mašo, kot je bilo nekoč najpogosteje, obrnjen ad apsidem (proti apsidi), ad orientem (proti vzhodu), če je apsida na vzhodnem koncu cerkve, jih pokaže ljudstvu, ki je za njim, tako da jih dvigne nad glavo. Ko je vsak prikazan, zazvoni zvon (nekoč imenovan »sveti zvon«) in, če se uporabi kadilo, se pokadi hostija in kelih (Splošna navodila rimskega misala, 100). Včasih se oglasijo tudi zunanji zvonovi cerkve. Druge značilnosti, ki razlikujejo rimski obred od obredov vzhodnih katoliških Cerkva, so pokleknjenja in držanje obeh rok skupaj.

## Antika rimske maše
V svoji knjigi o rimski maši iz leta 1912 je Adrian Fortescue zapisal: »V bistvu je misal Pija V. gregorijanski zakramentar; ta je spet sestavljen iz Gelazijeve knjige, ki je odvisna od Leoninove zbirke. Molitve našega kanona najdemo v traktatih de Sacramentis in aluzije nanj v 4. stoletju. Naša maša torej sega brez bistvenih sprememb v dobo, ko se je razvila iz najstarejše liturgije vseh. Še vedno diši po tej liturgiji, po dneh, ko je Cezar vladal svetu in mislil, da lahko zatre Kristusovo vero, ko so se naši očetje srečali pred zoro in zapeli hvalnico Kristusu kot Bogu. Končni rezultat našega poizvedovanja je, da kljub nerešenim problemom, kljub poznejšim spremembam, v krščanstvu ni drugega tako častitljivega obreda, kot je naš.« V opombi je dodal: »Presodek, ki si predstavlja, da mora biti vse vzhodno staro, je napaka. Tudi vzhodni obredi so bili kasneje spremenjeni; nekateri med njimi precej pozno. Noben vzhodni obred, ki se zdaj uporablja, ni tako arhaičen kot rimska maša.«
V isti knjigi je Fortescue priznal, da je rimski obred med svojim razvojem doživel globoke spremembe. Njegove zamisli so povzete v članku o »mašnem bogoslužju«, ki ga je napisal za Katoliško enciklopedijo (izhajal med letoma 1907 in 1914), v katerem je izpostavil, da je najzgodnejša oblika rimske maše, kot jo priča 2. stoletje, vzhodnega tipa, medtem ko nam leoninski in gelasijski zakramentarij iz približno 6. stoletja »pokažeta, kaj je praktično naša sedanja rimska maša«. V intervalu je prišlo do tega, kar je Fortescue imenoval »radikalna sprememba«. Citiral je teorijo A. Baumstarka, da so bili Hanc Igitur, Quam oblationem, Supra quæ in Supplices ter seznam svetnikov v Nobis quoque dodani rimskemu mašnemu kanonu pod »mešanim vplivom Antiohije in Aleksandrije«, in da je »sv. Leon I. začel delati te spremembe; papež Gregor I. je dokončal postopek in končno preoblikoval kanon v obliki, ki jo še ima.«
Fortescue je zaključil:
Zaključek tega odstavka je torej, da je bila evharistična molitev v Rimu temeljito spremenjena in prenovljena v nekem negotovem obdobju med 4., 6. in 7. stoletjem. V istem času so izginile molitve vernikov pred daritev, poljub miru je bil prenesen po posvetitvi, epikleza pa je bila izpuščena ali pohabljena v naši molitvi Supplises. Od različnih teorij, predlaganih za to, se zdi razumno reči skupaj z Rauschenom: »Čeprav vprašanje nikakor ni odločeno, je kljub temu toliko v prid Drewsovi teoriji, da jo moramo zaenkrat šteti za pravo, potem je treba priznati, da je med leti 400 in 500 prišlo do velike preobrazbe rimskega kanona« (Euch. u. Busssakr., 86).
V istem članku je Fortescue govoril o številnih spremembah, ki jih je doživel rimski mašni obred od 7. stoletja naprej (glej predtridentska maša). To infuzijo je Fortescue imenoval »zadnja sprememba od Gregorja Velikega« (ki je umrl leta 604).
Evharistična molitev, ki se običajno uporablja v bizantinskem obredu, se pripisuje svetemu Janezu Zlatoustu, ki je umrl leta 404, natanko dve stoletji pred papežem Gregorjem Velikim. Vzhodno sirska evharistična molitev Addai in Mari, ki je še vedno v uporabi, je zagotovo veliko starejša.

## Liturgija in tradicije

### Rimski misal
Rimski misal (latinsko Missale Romanum) je liturgična knjiga, ki vsebuje besedila in rubrike za obhajanje maše v rimskem obredu katoliške Cerkve.
Pred visokim srednjim vekom so pri maši uporabljali več knjig: zakramentar z molitvami, eno ali več knjig za branje Svetega pisma ter eno ali več knjig za antifone in druge pesmi. Postopoma so nastajali rokopisi, ki so vključevali dele več kot ene od teh knjig, kar je končno vodilo do različic, ki so bile popolne same po sebi. Takšna knjiga je bila imenovana Missale Plenum (Polni misal). Kot odgovor na reforme, ki jih je zahteval Tridentinski koncil, je papež Pij V. v apostolski konstituciji Quo primum z dne 14. julija 1570 razglasil izdajo Rimskega misala, ki naj bi se obvezno uporabljal po vsej Rimskokatoliški cerkvi, razen tam, kjer je bilo tradicionalni liturgični obred, za katerega bi lahko dokazali, da je star vsaj dve stoletji. Različica maše v izdaji iz 1570-ih je postala znana kot tridentska maša. V naslednjih stoletjih so bile narejene različne relativno manjše revizije, ki so dosegle vrhunec v izdaji iz leta 1962, ki jo je razglasil papež Janez XXIII. Papež Janez XXIII. je istega leta odprl drugi vatikanski koncil, katerega sodelujoči škofje so nazadnje pozvali k prenovi in reformi liturgije. Izdajo Rimskega misala iz leta 1969, ki jo je razglasil papež Pavel VI., je izdala kot odgovor na koncil in je uvedla več večjih popravkov, vključno s poenostavitvijo obredov in dovoljevanjem prevodov v lokalne ljudske jezike. Različica maše v tem misalu, pogovorno znana kot maša Pavla VI., je trenutno v uporabi po vsem svetu.

### Ureditev cerkva
Rimski mašni obred nima več prižnice ali korne pregrade, ločevalnega zidu, značilnega za nekatere srednjeveške stolnice v severni Evropi, ali ikonostasa ali zavese, ki močno vpliva na ritual nekaterih drugih obredov. V velikih cerkvah srednjega veka in zgodnje renesanse je bil prostor ob glavnem oltarju, rezerviran za duhovščino, ločen od ladje (prostor za laike) s korno pregrado, ki je segala od tal do trama, ki je podpiral velik križ cerkve in včasih na vrhu podstrešja ali pevske galerije. Vendar pa je do približno leta 1800 rimski obred precej opustil korne pregrade, čeprav je nekaj lepih primerov preživelo.

### Petje
Gregorijanski koral je tradicionalno petje rimskega obreda. Ker je povsem enoglasno, nima gostih harmonij današnjega petja v ruski in gruzinski cerkvi. Razen v delih, kot so graduali in aleluje, nima tako dolgih melizmatov kot tisti v koptskem krščanstvu. Vendar pa je glasba rimskega obreda postala zelo dodelana in dolgotrajna, ko je zahodna Evropa sprejela polifonijo. Medtem ko je zbor pel en del maše, je duhovnik ta del tiho povedal sam pri sebi in nadaljeval z drugimi deli, ali pa so ga rubrike usmerile, naj sedi in počaka na zaključek zborovega petja. Zato je v tridentski maši postalo običajno, da duhovnik mašuje, ne pa poje, v nasprotju s prakso v vseh vzhodnih obredih. Samo ob posebnih priložnostih in pri glavni maši v samostanih in stolnicah se je pela maša.

## Rimski mašni obred
Katoliška cerkev vidi mašo ali evharistijo kot »vir in vrh krščanskega življenja«, h kateremu so usmerjeni drugi zakramenti. Pri maši se spominjajo Jezusovega življenja, zadnje večerje in žrtvene smrti na križu na Kalvariji. Za posvečenega slavljenca (duhovnika ali škofa) velja, da deluje in persona Christi, saj spominja na besede in kretnje Jezusa Kristusa pri zadnji večerji in vodi občestvo v hvalnico Bogu. Maša je sestavljena iz dveh delov, besednega bogoslužja in evharističnega bogoslužja.
Čeprav je po zunanjem videzu podobna anglikanski maši ali luteranski maši, katoliška cerkev razlikuje med svojo mašo in njihovo na podlagi tega, kar vidi kot veljavnost ukazov njihove duhovščine, in posledično, običajno ne dovoljuje medsebojnega občestva med člani teh Cerkva. V pismu škofu Johannesu Hanselmannu iz Evangeličansko-luteranske cerkve na Bavarskem leta 1993 je kardinal Ratzinger (kasneje papež Benedikt XVI.) potrdil, da »teologija, usmerjena v koncept nasledstva [škofov], kot je tista, ki velja za katoliško in pravoslavni cerkvi ni treba na noben način zanikati odrešitvene navzočnosti Gospoda [Heilschaffende Gegenwart des Herrn] v luteranski [evangelische] Gospodovi večerji«. V Odloku o ekumenizmu, ki ga je izdal II. vatikanski koncil leta 1964, je zapisano, da katoliška cerkev ugotavlja svoje razumevanje, da ko se druge verske skupine (kot so luteranci, anglikanci in prezbiterijanci) »spominjajo njegove smrti in vstajenja pri Gospodovi večerji, izpovedujejo, da pomeni življenje v občestvu s Kristusom in pričakovanje njegovega prihoda v slavi«.
Znotraj spodaj opisane stalne strukture, ki je specifična za rimski obred, se berila Svetega pisma, antifone, ki se pojejo ali recitirajo med vstopno procesijo ali ob obhajilu, in nekatere druge molitve spreminjajo vsak dan glede na liturgični koledar.